# Halecium expansum
Halecium expansum är en nässeldjursart som beskrevs av Trebilcock 1928. Halecium expansum ingår i släktet Halecium och familjen Haleciidae. Inga underarter finns listade i Catalogue of Life.